# DR-Baureihe E 60
Die Elektrolokomotiven der Baureihe E 60 der Deutschen Reichsbahn (seit 1968: DB-Baureihe 160) waren als elektrische Rangierlokomotiven konzipiert und standen von 1927 bis 1983 im Plandiensteinsatz.

## Geschichte
In den 1920er Jahren wurden die Strecken rund um München durch die Reichsbahn elektrifiziert. Da man auch den unwirtschaftlichen Rangierbetrieb mit Dampfloks durch Elloks ablösen wollte, entstand in den großen Bahnhöfen ein Bedarf an elektrischen Rangierlokomotiven. Aus diesem Grund bestellte die Reichsbahn im Jahr 1926 zwei elektrische Rangierloks. Die Bestellung war an die Bedingung geknüpft, dass beim Bau der Lokomotiven möglichst viele Bauteile der Baureihen E 91 und E 52 verwendet werden, um die Unterhaltung wirtschaftlich gestalten zu können.
So entsprachen denn auch die drei stangengekuppelten Treibachsen mit Blindwelle und der Antrieb mit dem Doppelmotor und den Schrägstangen Bauart Winterthur einer halben E 91. Aus Gründen der Lastverteilung kam eine Bisselachse hinzu. Der Aufbau bestand aus einem sehr kurzen, niedrigen Vorbau auf der einen Seite, dem Führerhaus, auf dessen Dach der Stromabnehmer angebracht war, und einem langen, niedrigen Vorbau auf der anderen Seite, der zum Ende hin abgeschrägt war. Diesem unsymmetrischen Gehäuse verdankten die Lokomotiven ihren Spitznamen Bügeleisen.
AEG lieferte E 60 01 und 02 im Jahr 1927, 1928 folgten weitere fünf Maschinen und 1934 eine dritte Serie von sieben Loks. Die Lokomotiven E 60 01 bis 12 wurden elektrisch und mechanisch von AEG ausgerüstet, bei E 60 13 und 14 stammte der elektrische Teil von SSW. Die Lokomotiven wurden bei den Betriebswerken München Hbf, Rosenheim und Garmisch stationiert. Im Laufe der Zeit kamen die E 60 jedoch auf allen elektrifizierten großen Bahnhöfen Bayerns zum Einsatz, ab 1938 auch in Österreich (z. B. in Wörgl und Innsbruck). Bei Kriegsende befanden sich sieben Loks in Österreich, diese wurden jedoch 1945 und 1946 zurückgegeben.
Bei Auslieferung verfügten die Lokomotiven über einen Scherenstromabnehmer HIIs2D mit zwei weit auseinanderliegenden Schleifstücken, um Trennstellen überbrücken zu können. Ab 1945 bis 1948 bekamen die Loks Stromabnehmer SBS 10 mit nur noch einem Schleifstück, ab 1960 wurden einige Lokomotiven mit Doppelwippe nachgerüstet. Für den Einsatz auf Nebenbahnen trugen die Loks anfangs ein Läutewerk auf dem Führerhausdach.

## Deutsche Bundesbahn

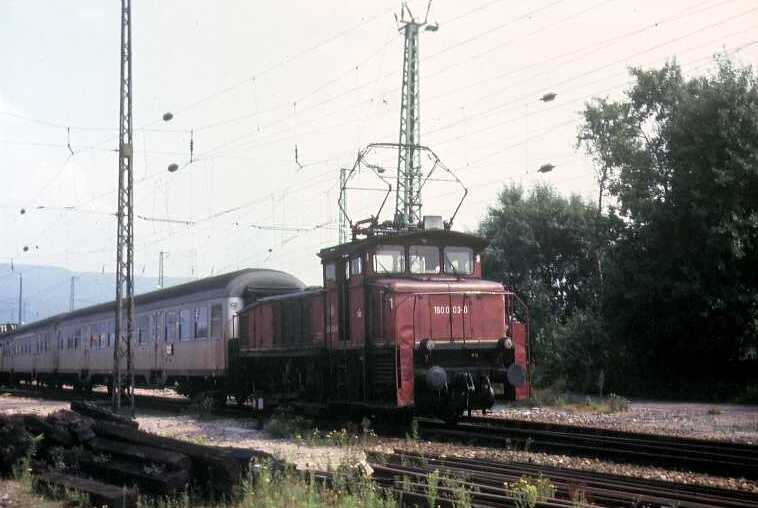
DB 160 003-0 1983 im Rangierdienst in Heidelberg

1958/59 wurden die Lokomotiven im AW München-Freimann umgebaut, dabei erhielt das Führerhaus auf jeder Seite zwei und an den Stirnseiten ein zusätzliches Fenster, die nun gummigefasst waren. An den Stirnseiten wurden Rangiererbühnen angebaut, und die großen Kühlschlangen an der Seite durch kleinere ersetzt. Die Stromzuführung vom Dachstromabnehmer zum Motorraum war nun außermittig angebracht und hatte eine geschwungene Form. Außerdem wurde die elektrische Ausrüstung erneuert. Der ursprünglich grüne Anstrich wurde durch einen purpurroten ersetzt. 1964 kamen E 60 05 und 06 nach Heidelberg. 1968 wurden die E 60 in Baureihe 160 umgezeichnet. Zu diesem Zeitpunkt waren noch alle vierzehn Loks im Einsatz und verteilten sich auf die Betriebswerke Garmisch, Rosenheim, Freilassing, Heidelberg und Treuchtlingen.

## Einsatzende

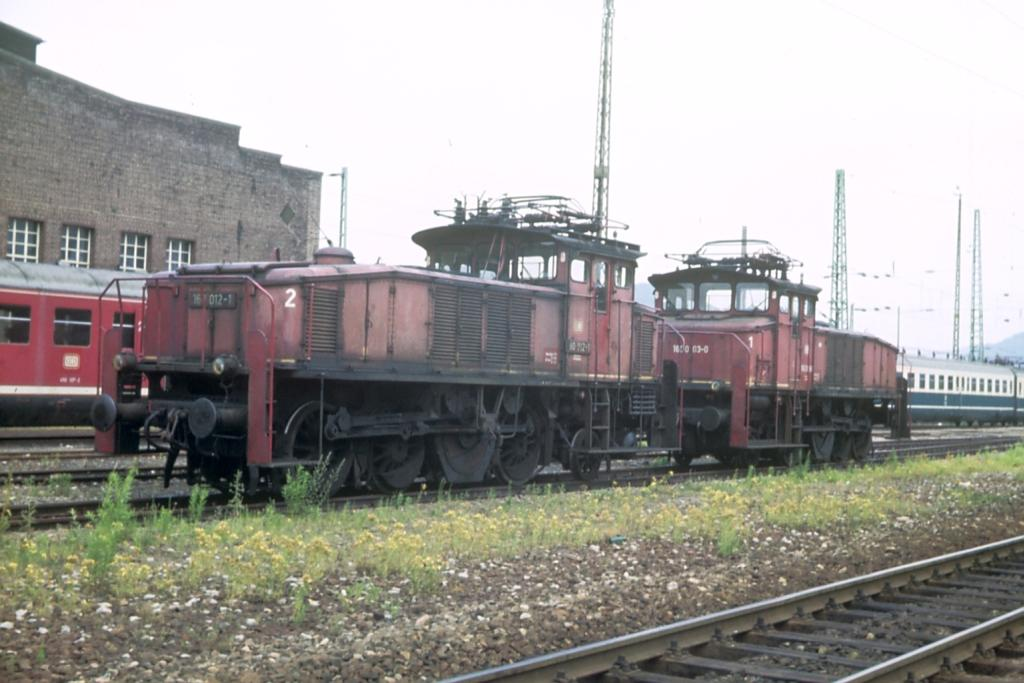
DB 160 003-0 und 012-1 stehen 1983 abgestellt im Bahnbetriebswerk Heidelberg

Im Jahr 1976 strich die Deutsche Bundesbahn die Baureihe 160 aus dem Unterhaltungsbestand, 1977 wurden die ersten zwei Maschinen ausgemustert, 1980 standen nur noch drei Lokomotiven im Dienst: die 160 003 in Freilassing sowie die 160 009 und 012 in Heidelberg. Am 31. August 1983 wurde mit 160 012 die letzte Lokomotive der Baureihe 160 mangels Ersatzteilen nach einem Stangenbruch (der Lokführer hatte während der Fahrt den Richtungsschalter betätigt) ausgemustert.

## Museumsloks

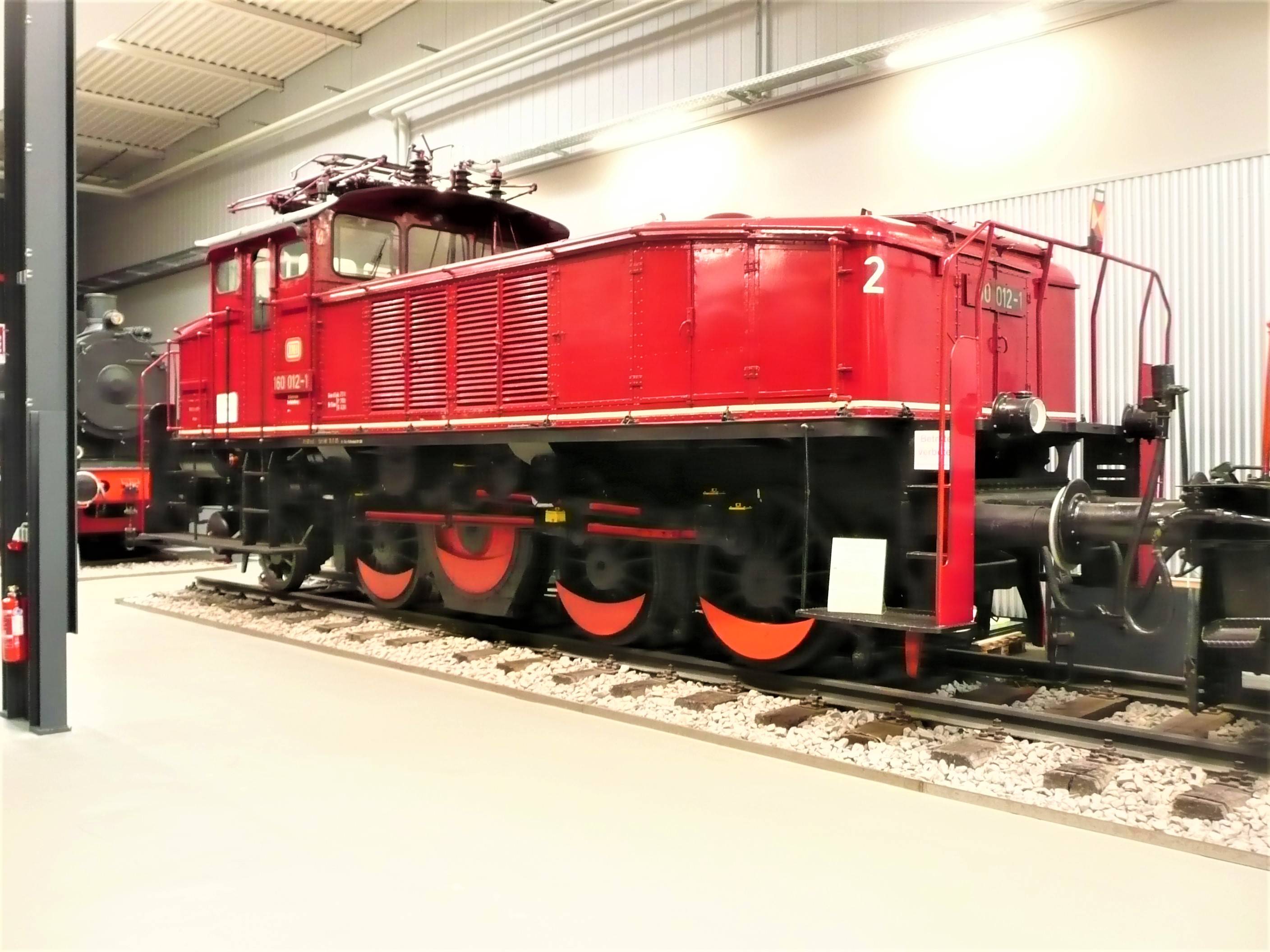
E 60 012 im Auto- und Technikmuseum Sinsheim

Drei Lokomotiven der Baureihe 160 sind museal erhalten geblieben:
- 160 009 im Eisenbahnmuseum Darmstadt-Kranichstein
- 160 010 als offizielle Museumslok der Deutschen Bahn ist im  DB Museum Koblenz stationiert; siehe Abb. in der Infobox.
- 160 012 im Auto- und Technikmuseum Sinsheim